# タイガースガールズ
タイガースガールズ（TigersGirls）は、2014年に結成された阪神タイガースのオフィシャルチアダンスチーム。

## 前史
阪神タイガースは1978年にファンサービスの一環として、日本プロ野球史上初となるチアリーディングチームを編成した。しかし、この年はリーグ戦で史上初となる最下位（6位）に低迷するとともに、観客の反応が今一つ伝わらなかったとして、このチアリーダーの試みは1年で打ち切り・解散となった。なお、その直後にロッテオリオンズがチアリーダーを結成したが、これも1991年に終わっている。

## チアリーダーの復活
その後、タイガース以外の各球団がチアリーダー（チアリーディング、チアダンス）のチームを編成するようになり、2013年の段階において、球団のチアリーダーを持たないのは阪神と広島東洋カープの2チームだけとなり、球団関係者は「球場に華やかさを、応援の熱さで日本一といわれるタイガースファンを盛り上げよう」と、2014年に阪神球団36年ぶりのチアダンスチーム結成を決定した。2014年の第1期生のメンバーは17人。
タイガースガールズは2014年4月1日に京セラドーム大阪での関西主管試合開幕戦の中日ドラゴンズ戦でデビューし、今後阪神甲子園球場、京セラドームなど、関西圏で行われる主管試合でチアダンスパフォーマンス（ラッキー7など試合中随時）のほか、リリーフカー運転（甲子園限定。投手交代時、並びにホームゲームでタイガースが勝利したときの「ヒーロー賞」受賞選手によるグラウンド1周）やボールガールなどの試合運営アシスタント、さらに地域密着型貢献活動として、福祉施設や学校訪問、ボランティア活動などを展開する。
ホームゲームの開門時の内野でのお出迎え※甲子園は2016年まで、京セラドームは2017年も実施（本人達の撮影のみ可、開門後約15分間）。2017年の阪神甲子園球場での試合のタイガースガールズによるグリーティングは開門時間から甲子園駅前広場で開催。試合開始1時間40分前からミズノスクエアに設営されたステージでタイガースガールズ4名と一緒に写ることができる撮影会を開催。試合開始1時間15分前から六甲おろしなどのダンスを披露。ダンスを披露した後、ダンスの参加メンバー全員を写せる撮影会も実施。試合開始1時間55分前からトラッキーとタイガースガールズ2名が外野で撮影に応じる。ただし1箇所に留まらず少しずつ移動している。試合開始1時間30分前から選手パネル周辺でキー太とメンバーが撮影に応じる。※撮影会はイベント状況により省略されたり、マスコットのみの時がある。
2016年4月29日以降土日祝の阪神甲子園球場の主催試合では「親子でガオー」イベントがあり、1塁側入場口と3塁側入場口にタイガースガールズが各2名配置されるので、土日祝のミズノスクエアでのステージは9名で行う。
同イベントの1塁側担当はグラウンドでのダンスメンバーより1名と1塁側リリーフカー運転手である。
また同イベントの3塁側担当は3塁側リリーフカー運転手とボールガールである。
京セラドームではタイガースガールズとの撮影はない。（チアリーダーの出勤は甲子園が13名、京セラが11名、ファーム（甲子園）では3名となっている。）
オープン戦では試合開始の約2時間前にグリーティングを行う。球場内のお出迎えは流動的。（ユニフォームは前年のものを着用）グランド内ではボールガール・リリーフカー以外の仕事は流動的である。2017年のオープン戦は3月11日と3月12日の2試合、ミズノスクエアで、3月25日京セラドーム中央プラザでダンスステージを披露。
以上が基本的なスケジュールであるが詳細は阪神タイガース公式ホームページのスタジアムナビ内の今日のイベントのページに記載されている。
2016年12月10日、メンバーのMariが2016年をもってTigers Girlsを卒業し、2017年春に世界最高峰のひとつとされるNFLテネシータイタンズの専属チアリーダーズのオーディションに挑戦することを決意したと阪神球団から発表された。
2019年12月15日、初開催の「クリスマス マスコット ファンミーティング」に、TigersGirls2019メンバーが出演し、TigersGirls2019ラストダンスを披露。卒業セレモニーが企画され、Momoko、Yu、Keiko、June、Yuzukiが卒業。
コロナ禍での2020年シーズン終了後、2021年メンバーオーディーションは公式には実施されなかった。
2021年2月24日、2021年メンバーが発表され、2020年メンバーからMoemi、Akikoが卒業。
新メンバーの追加はなく１８人から２名減の１６人体制となる。
2021年12月27日、2022年メンバーが発表され、継続メンバー10人と新規メンバー10人で結成以来最多の20名体制となった。また、2018年4月に開校したタイガースアカデミーダンススクールから初の合格者が誕生している。

## 2025メンバー（12期）
※キャッチフレーズは公式TikTokによるもの
Captain：Nonoa　Vice Captain：Ayaka,Cosmo,Haruki
- Ayaka（6期～）「勝利が芽生えるフラワースマイル」6月29日生まれ「神奈川県産関西人」
- Cosmo（9期～）2月15日生まれ「鳥取県から来た人見知り」（2022年）、「笑いのツボはレム睡眠 小悪魔ガール」（2023年）
- Nonoa（9期～）11月27日生まれ「まあるいお顔のスマイリーガール」
- Haruki（10期～）12月15日生まれ「クールなスマイル番長」
- Ayana（10期～）7月14日生まれ「低音ボイスの天真爛漫バレリーナ」
- Mikoto（11期～）12月23日生まれ「TigersGirlsの応援団長」
- Yuna（11期～）3月20日生まれ[夢に直球　生まれながらのチアリーダー」
- Fua（11期～）8月26日生まれ「キラキラ笑顔の一番星」
- Momo（11期～）4月22日生まれ「Happy届ける！笑顔満開ピーチガール」
- Akari（12期～）1月30日生まれ
- Emiru（12期～）7月15日生まれ
- Erika（12期～）1月16日生まれ
- Iroha (12期～）10月16日生まれ
- Kana（12期～）1月24日生まれ
- Moe（12期～）1月18日生まれ
- Naco（12期～）7月2日生まれ
- Nanami（12期～）7月3日生まれ
- Yuka（12期～）4月13日生まれ
- Yuri（12期～）8月28日生まれ

### 過去のメンバー
| 名前    | 活動期     | 誕生日   | キャッチコピー                                                       |
| ------- | ---------- | -------- | -------------------------------------------------------------------- |
| Ayaka   | 1期        | 10月1日  |                                                                      |
| Misaki  | 1期        | 6月7日   |                                                                      |
| Yu-na   | 1期        | 11月11日 | フレッシュさわやか笑顔                                               |
| Aya     | 1期～2期   | 2月6日   | ふんわりオーラの癒し系                                               |
| Akie    | 1期～2期   | 10月31日 | 目力バッチリ                                                         |
| Yukino  | 1期～2期   | 7月10日  | アクロバット担当                                                     |
| Chiaki  | 1期～2期   | 11月10日 | 八重歯のハッピースマイル                                             |
| Maki    | 1期～2期   | 11月16日 | 色白たれ目のほんわかスマイル                                         |
| Mika    | 1期～2期   | 3月8日   | しゃべくり担当                                                       |
| Mari    | 1期～3期   | 10月10日 | タイガースガールズ一の元気印                                         |
| Kana    | 1期～3期   | 5月28日  | キラキラスマイル✩ショートヘア                                        |
| Chihiro | 1期～3期   | 7月3日   | 滑舌抜群 踊るWikipedia                                               |
| Sari    | 1期～5期   | 12月4日  | 夢と希望をふりまくリトルダンサー                                     |
| Sayaka  | 1期～4期   | 12月9日  | 天真爛漫 サラサラヘアー                                              |
| Yuui    | 1期～5期   | 10月3日  | ロングヘアーがくるんと弾むソウルフルダンサー                         |
| Yukari  | 1期,4期    | 7月5日   | ハートの熱さは無限大 チアフルガール                                  |
| Momoko  | 1期～6期   | 10月23日 | 桃から生まれたチャーミングスマイル                                   |
| Yui     | 2期        | 3月29日  |                                                                      |
| Saeka   | 2期        | 8月30日  | いつも全力ポニーテールガール                                         |
| Saki    | 2期～3期   | 1月24日  | 笑顔がキュートなミニミニガール                                       |
| Ichiru  | 2期～4期   | 3月6日   | ぷっくりほっぺのおっとりガール                                       |
| Yui     | 3期        | 10月3日  | 心に響くハスキーボイス                                               |
| Yumeno  | 3期        | 6月27日  | 夢に直球 パワフルダンサー                                            |
| Rie     | 3期        | 4月10日  | 見た目はクール ハートは乙女                                          |
| Eri     | 3期～4期   | 4月14日  | ルンルンえくぼにご注目                                               |
| Nozomi  | 3期～4期   | 7月25日  | ちょっぴりビターなスパイシーガール                                   |
| Maya    | 3期～5期   | 1月23日  | みんなを照らすシャイニースマイル                                     |
| Moemi   | 3期～7期   | 2月16日  | ぱっちりお目目のドーリーガール                                       |
| Mai     | 3期～9期   | 12月23日 | 球場に舞うプリティエンジェル 踊れる実は栄養士                        |
| Misato  | 4期        | 12月16日 | 虎姫町からやってきたあふれる情熱                                     |
| Sarina  | 4期～5期   | 3月3日   | 踊る姿は百合の花                                                     |
| Shiori  | 4期～5期   | 3月22日  | クールな視線で狙い撃ち アクロバットダンサー                          |
| Yu      | 4期～6期   | 10月27日 | 優しい瞳のお転婆娘                                                   |
| Keiko   | 4期～6期   | 1月23日  | グラウンドを駆けるビッグスマイル                                     |
| Mako    | 4期～8期   | 1月10日  | いつも笑顔で真っ向勝負                                               |
| Chihiro | 5期        | 3月12日  | フレッシュ弾けるエネルギッシュスター                                 |
| Yurika  | 5期        | 5月19日  | マシュマロフェイスのキレキレダンサー                                 |
| Yoshie  | 5期        | 10月22日 | ふんわり可憐なフェミニンガール                                       |
| Akiko   | 5期～7期   | 2月22日  | 煌めく黒髪アジアンビューティ                                         |
| Chinami | 5期～8期   | 10月3日  | キラリと光るダイヤの原石 全力ダンサー                                |
| Kyoka   | 5期～9期   | 4月1日   | ハッピー全開 ウキウキガール TigersGirls芸人                          |
| Miku    | 5期～9期   | 11月13日 | 心に残るインパクト ダイナミックパフォーマー TigersGirlsの目印担当    |
| June    | 6期        | 1月31日  | ダンスで奏でる 陽だまりメロディ                                      |
| Yuzuki  | 6期        | 10月26日 | ホップに弾ける 煌めきダンサー                                        |
| Hitomi  | 6期～8期   | 10月20日 | あなたの瞳にハニーフラッシュ                                         |
| Aya     | 6期～9期   | 10月18日 | 笑いのセンスは変化球 テクニカルダンサー 片付け爆速 ミニマリスト      |
| Miki    | 6期～9期   | 5月14日  | みんなの心にフルチャージ アグレッシブルレディ 真面目風やんちゃガール |
| Yuki    | 6期～9期   | 10月29日 | 白雪に舞う ちっちゃな妖精 鯖を愛するサバニスト                       |
| Kana    | 6期～10期  | 10月2日  | 羽ばたけば叶う 魅惑の翼 夏を愛する爽やか天然                         |
| Anne    | 7期～8期   | 9月26日  |                                                                      |
| Sara    | 7期～8期   | 12月10日 |                                                                      |
| Moe     | 7期～8期   | 3月21日  |                                                                      |
| Yu-mi   | 7期～9期   | 7月25日  | ラテ肌 サンシャインガール                                            |
| Tomomi  | 7期～9期   | 10月5日  | 好奇心の塊 エネルギッシュな食いしん坊                                |
| Chie    | 9期        | 10月9日  | 甘党脚長ねこむすめ                                                   |
| Hinako  | 9期        | 12月25日 | 遠心力はお友達 びわ湖が生んだ バレエっ娘                             |
| Moeko   | 9期        | 3月18日  | 好きな筋肉は外腹斜筋                                                 |
| Yui     | 9期        | 10月17日 | おバカな はんなりハスキーガール                                      |
| Ayuna   | 9期～10期  | 10月31日 | 骨なし わんぱくガール                                                |
| Lum     | 10期       | 9月15日  |                                                                      |
| Sayaka  | 10期       | 10月2日  | 乾物好きの陽気な パッションダンサー                                  |
| Tomoha  | 10期       | 12月9日  | もちもちほっぺの やんちゃガール                                      |
| Yui     | 10期       | 9月1日   | お花畑のピュアPrincess                                               |
| Shino   | 10期       | 2月21日  | 変幻自在の エンターテイナー                                          |
| Moe     | 10期       | 9月12日  | 赤面症の はんなりトリリンガール                                      |
| Anzu    | 9期～11期  | 11月28日 | 歩くスマイル 爆音機                                                  |
| Mimori  | 9期～11期  | 11月8日  | とにかく明るい 国民的クラスメイト                                    |
| Sara    | 9期～11期  | 11月27日 | TigersGirls イエベ代表 髪の毛サラサラＳａｒａ                        |
| Momoka  | 10期～11期 | 5月2日   | えくぼでみんなの スマイルチャージ                                    |
| Urara   | 10期～11期 | 3月20日  | 包容力と熱いハートの 二刀流                                          |
| Rara    | 11期       | 3月14日  | 全力投球 おしゃべり少女                                              |
| Yuki    | 11期       | 12月26日 | TigersGirlsのポジティブヒロイン                                      |
| Haruka  | 11期       | 4月8日   | あま～いボイスのおてんば娘                                           |

## 衣装
2014年は黄色とピンクのユニフォームを着用。
夏バージョンは白とピンクのユニフォームを着用。
2015年は黄色と白のユニフォームを着用。
2016年は黄色主体のユニフォームを着用。
2017年は胸に虎の絵が書かれた白TシャツにTHマーク入りのスカート、Tシャツの上に着脱可能な黒ベストを着用。
ウル虎の夏、TORACO DAYなどのイベントに合わせた衣装を着用することある。

## グッズ
- タイガースガールズ弁当「メンバープロデュースの弁当。メンバー17名のカードがランダムで1枚入っている。」（2015年）
- ハニートースト（2015年）
- ダンシングヒロイン2015　華（Sari、Aya、Chiaki、Sayaka、Yui、Chihiro、Mika、Saeka）
- ダンシングヒロイン2015　舞（Saki、Yukino、Kana、Yuui、Momoko、Akie、Mari、Maki、Ichiru）
- Tigers Girlsダブルバット(2016年～)
- ダンシングヒロイン2016　華（Sari、Mai、Eri、Sayaka、Maya、Nozomi、Ichiru、Momoko）
- ダンシングヒロイン2016　舞（Saki、Rie、Kana、Yuui、Mari、Moemi、Yui、Chihiro、Yumeno）

## 連載
- タイガースガールズチェック（スポニチ）「メンバーが写真付きでランダムで登場してコメントする」（2014年～2015年）

## 特記事項
- マツダオールスターゲーム2014の第1戦にはSari、Yukinoの2名が派遣された。第2戦（甲子園）はタイガースガールズ全員で担当。（他球団チアリーダーの派遣は無し）
- メンバーの本名は、非公開となっている。

## 他球団との交流
- 2016年　オールスターゲーム Momoko・Yuuiの2名が遠征。(ヤフオクドーム)
- 2016年　WBC侍ジャパン遠征　Momoko(ヤフオクドーム)
- 2017年　オールスターゲーム　Momoko・Mai の2名が遠征。(ナゴヤドーム、ZOZOマリンスタジアム)
- 2017年　WBC侍ジャパン遠征　Momoko(東京ドーム)
- 2018年　オールスターゲーム　Momoko・Makoの2名が遠征。(京セラドーム大阪、熊本市民球場)
- 2019年6月12日（水）・13日（木） 対ソフトバンク戦（ヤフオクドーム）に、Mai・Moemi・Yu・Kyokaの4名が遠征。
- 2019年6月29日（土）・30日（日） 対中日戦（ナゴヤドーム）に、Momoko・Mako・Miku・Yuzukiの4名が遠征。
- 2019年8月24日（土）・25日（日） 台湾プロ野球・中信兄弟の応援（台中洲際球場）に、Momoko・Moemi・Akiko・Hitomiの4名が台湾遠征。